# 维克托·威廉斯
维克托·威廉斯（德語：Victor Willems，1877年2月19日—1918年），比利时男子击剑运动员。他曾获得1912年夏季奥运会男子重剑团体金牌和1908年夏季奥运会男子重剑团体铜牌。